# Ambeļi
Ambeļi är en ort i Lettland.   Den ligger i kommunen Daugavpils novads, i den sydöstra delen av landet, 200 km sydost om huvudstaden Riga. Ambeļi ligger 137 meter över havet och antalet invånare är 300.
Terrängen runt Ambeļi är platt. Runt Ambeļi är det ganska glesbefolkat, med 32 invånare per kvadratkilometer. Närmaste större samhälle är Aglona, 15,0 km nordost om Ambeļi. Omgivningarna runt Ambeļi är en mosaik av jordbruksmark och naturlig växtlighet.